# Wolfgang Puschnig
Wolfgang Puschnig, né le 21 mai 1956 à Klagenfurt en Autriche, est un musicien de jazz.

## Biographie
Wolfgang Puschnig naît le 21 mai 1956 à Klagenfurt en Autriche. Il étudie le saxophone et la flûte au conservatoire de Vienne au milieu des années 1970.
En 1977, il participe à la fondation du Vienna Art Orchestra, dont il est un des principaux solistes jusqu'à son départ en 1989,.
Au milieu des années 1980, il devient le compagnon de la chanteuse américaine Linda Sharrock, installée en Autriche. Ils participent à de nombreux groupes, dont Air Mail ou les Pat Brothers (avec Wolfgang Mitterer aux synthétiseurs et Wolfgang Reisinger à la batterie).
En 1985, il entame une longue collaboration avec la pianiste et compositrice Carla Bley.
En 1987, Puschnig s'intéresse à la musique extrême-orientale, et collabore avec Samul Nori, un ensemble de percussionnistes sud-coréens. Il forme le groupe Red Sun et enregistre plusieurs albums avec des musiciens traditionnels.
Son premier album en leader Pieces Of The Dream paraît en 1988. Il quitte alors le Vienna Art Orchestra pour se lancer dans une carrière prolifique. Sous le nom de Gemini, il collabore avec Jamaaladeen Tacuma, ancien bassiste d'Ornette Coleman dans un duo jazz-funk.
Avec Sharrock et le pianiste Uli Scherer, il crée le trio AM4 (A Monastic Quartet).
En 1991 sort l'album Alpine Aspects, sur lequel se rencontrent la fanfare d'Amstettner et Jamaaladeen Tacuma. La même année, il fonde le quatuor de saxophones Saxofour avec Florian Bramböck, Klaus Dickbauer et Christian Maurer.
En 2008 paraît Homage To O.C., un hommage à Ornette Coleman enregistré avec son ensemble Alpine Aspects.
Il est enseignant et directeur de l'Institut pour la musique populaire de l'Académie de musique et des arts du spectacle de Vienne.

## Récompenses
- 1998 : prix Hans Koller (de) du musicien jazz de l'année[2]
- 2004 : doctorat honoris causa de l'Université de Klagenfurt[2]
- 2007 : Things Change – The 50th Anniversary Box est album de l'année aux prix Hans Koller (de)[2]

## Discographie

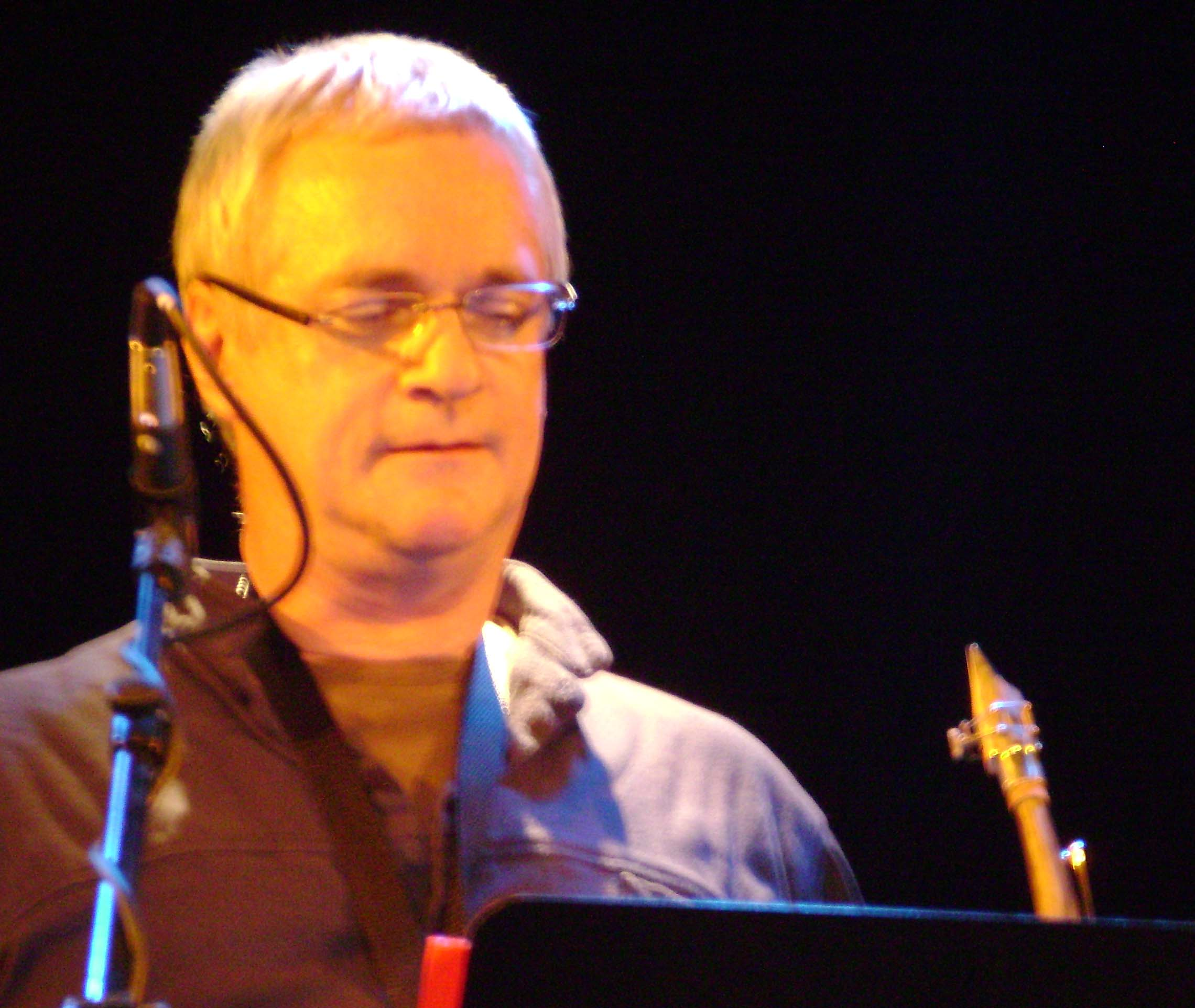
Wolfgang Puschnig en concert avec Saxofour en 2008

### En solo
- 1988 : Pieces Of The Dream (Amadeo)
- 1991 : Alpine Aspects (Amadeo)
- 1995 : Mixed Metaphors (Amadeo)
- 1997 : Dream Weavers (Label Hopi)
- 1998 : Roots & Fruits (EmArcy)
- 1999 : Aspects (Pao Records)
- 2001 : Chants (Quinton Records)
- 2006 : Things Change: The 50th Anniversary Box (EmArcy)

### En coleader
Air Mail (Harry Pepl (en), Mike Richmond, Wolfgang Puschnig, Wolfgang Reisinger (en))
- 1985: Prayer For Peace (Moers Music)
- 1988: Light Blues (Amadeo, LP)
- 2001: Light Blues (EmArcy, CD)

AM 4 (Wolfgang Puschnig/Linda Sharrock/Uli Scherer)
- 1989 : … And She Answered (ECM)

Pat Brothers (Wolfgang Mitterer, Wolfgang Puschnig)
- 1986 : Pat Brothers No. 1. (Moers Music)

Autres albums
- 1986 : Obsoderso (Moers Music), Wolfgang Puschnig/Wolfgang Mitterer
- 1988 : Two Songs For Another Lovely War (Ex Zed Records), Wolfgang Puschnig/Christian Radovan/Wolfgang Reisinger/Uli Scherer/Heiri Kaenzig/Harry Sokal/Mathias Rüegg
- 1998 : Holy Aureols Esoteric (Esovision), Wolfgang Puschnig/Stefan Benkö
- 1998 : Spaces (EmArcy), Wolfgang Puschnig/Mark Feldman
- 1998 : hot ROOM (Extraplatte), Lechner/Puschnig/Tang/Youssef
- 2000 : Almost Blue (EmArcy), avec Willi Resetarits
- 2002 : Grey (Quinton Records), as Wolfgang Puschnig/Steve Swallow/Don Alias/Victor Lewis (en)
- 2002 : Red - White - Red & Spangled (Universal Music Austria), avec Harry Sokal
- 2005 : Odem (EmArcy), as Wolfgang Puschnig/Jatinder Thakur/Dhafer Youssef
- 2005 : Color Fields (Unit Records), Lauren Newton/Mark Huber/Wolfgang Puschnig
- 2005 : Voices Of Time (Universal Music Austria), avec Harry Sokal
- 2007 : Late Night Show Part II (Quinton Records), Puschnig/Sharrock
- 2008 : Gemini Gemini (ITM ARCHIVES, 2xCD), avec Jamaaladeen Tacuma
- 2008 : Homage To O.C. (EmArcy), Alpine Aspects (Wolfgang Puschnig/Robert Pussecker)
- 2011 : Berühren (PAN TAU-X Records), avec Triomobile (Peter Ponger, Jan Roder, Uli Soyka, Puschnig)

### En sideman
Avec Ernst Jandl
- 1984 : Bist Eulen? (Extraplatte)
- 1988 : Vom Vom Zum Zum (Extraplatte)

Avec Red Sun Samulnori (Choi Jong Sil, Kang Min Seok, Kim Duk-Soo, Lee Kwang Soo)
- 1989 : Red Sun Samulnori (Amadeo)
- 1994 : Then Comes The White Tiger (ECM)
- 1995 : Nanjang - A new Horizon (Amadeo, Antilles)

Avec Carla Bley
- 1991 : The Very Big Carla Bley Band (WATT/ECM)
- 1996 : The Carla Bley Big Band Goes to Church (WATT/ECM)
- 2000 : 4x4 (WATT/ECM)
- 2003 : Looking for America (WATT/ECM)
- 2008 : Appearing Nightly (WATT/ECM)

Avec Michael Mantler
- 1993 : Folly Seeing All This (ECM Records)
- 2014 : The Jazz Composer's Orchestra Update (ECM Records)

Avec Paul Urbanek and Hans Koller
- 2000 : The Hans Koller Concept (Extraplatte)
- 2002 : The Hans Koller Concept 2 (Extraplatte)

Avec le Vienna Art Orchestra
- 1980 : Tango from Obango (Art)
- 1981 : Concerto Piccolo (Hat ART)
- 1982 : Suite for the Green Eighties (Hat ART)
- 1983 : From No Time to Rag Time (Hat ART)
- 1984 : The Minimalism of Erik Satie (Hat ART)
- 1985 : A Notion in Perpetual Motion (Hat ART)

Autres collaborations
- 1990 : Falco, Data de Groove (GIG Records, Teldec)
- 2010 : Sainkho Namchylak, Terra (Leo Records)